# 横井翔二郎
横井 翔二郎（よこい しょうじろう、1991年1月28日 - ）は、日本の俳優。青年座映画放送所属。鹿児島県出身。愛称は「よっこい」。

## 人物
- 趣味はレコード鑑賞。
- 好きな食べ物はタルタルソースのかかったエビフライ。所属事務所の公式サイトにあるボイスサンプルでは、タルタルソースのかかったエビフライへの並々ならぬこだわりを語っている。
- 座右の銘は「絶対なんて絶対無い」。
- 好きな飲み物はコカ・コーラ。「命の水」とも称している。
- 学生時代はバスケットボール部に所属していた。NBAの好きなチームはオクラホマシティ・サンダー。
- 1日1回、自身のTwitterにて「おはよっこい」とつぶやく。
- 本人曰く、今まで疲れたことがない。

## 略歴
- 原宿にて立て続けに2度スカウトされたことをきっかけに、芸能界入りを決意する。その際決断を後押ししたのは、親友の言葉であった。

## 出演

### 舞台
2012年
- SAKURA - 田上真蔵 役

2013年
- ブリの照り焼き
- 男おいらん - 千早 役

2014年
- 嘘つきと泥棒のはじまり
- Today is Fineday 2014
- 大江戸バックドラフト

2016年
- ジュリアス・シーザー
- 渋谷・コクーン歌舞伎 第十五弾「四谷怪談」
- 法師ノ旅 空ノ彼方

2017年
- ノラガミ－神と絆－（1月28日 - 31日、AiiA 2.5 Theater Tokyo） - アンサンブル
- ライ（5月3日 - 7日、中野ザポケット） - 語り部 役
- 劇団シャイニング from うたの☆プリンスさまっ♪『天下無敵の忍び道』（6月22日 - 25日、シアターGロッソ / 6月29日 - 7月2日、新神戸オリエンタル劇場） - セシル丸 役
- 四月は君の嘘（8月24日 - 9月3日、AiiA 2.5 Theater Tokyo / 9月7日 - 10日、梅田芸術劇場 シアター・ドラマシティ） - 相座武士 役
- KING OF PRISM -Over the Sunshine!-（11月2日 - 5日、梅田芸術劇場 シアター・ドラマシティ / 11月8日 - 12日、AiiA 2.5 Theater Tokyo） - 太刀花ユキノジョウ 役
- バリスタと恋の黒魔術（12月20日 - 26日、新宿村LIVE） - 野崎保 役

2018年
- ナナマル サンバツ THE QUIZ STAGE（5月4日 - 9日、全労済ホール スペース・ゼロ） - 深見誠司 役
- 劇団シャイニング from うたの☆プリンスさまっ♪『SHINING REVUE』（5月26日 - 27日・6月2日、日本青年館ホール） - セシル丸 役
- BOYS☆TALK第3弾（6月6日 - 17日、CBGKシブゲキ!!） - どっこい 役
- 劇団シャイニング from うたの☆プリンスさまっ♪『ポラリス』（9月13日 - 23日、AiiA 2.5 Theater Tokyo / 10月5日 - 8日、梅田芸術劇場 シアター・ドラマシティ） - セシル・アイジマ 役
- デルフィニア戦記〜動乱の序章〜（12月8日 - 13日、渋谷区文化総合センター大和田 さくらホール） - イヴン 役

2019年
- 舞台劇「からくりサーカス」（1月10日 - 20日、新宿FACE） - ジョージ・ラローシュ 役
- 俺たちマジ校デストロイ（3月20日 - 30日、シアター1010） - 京条竜 役
- ナナマル サンバツ THE QUIZ STAGE ROUND2（5月3日 - 8日、三越劇場） - 深見誠司 役
- デルフィニア戦記〜獅子王と妃将軍〜（6月19日 - 23日、シアターGロッソ） - イヴン 役
- ハンサム落語2ndシーズン（7月20日 - 31日、赤坂RED/THEATER）
- 絶望が持った音・令〜ある師弟の想い〜（8月1日 - 4日、神保町花月） - 主演 ウトス 役
- 舞台劇 からくりサーカス〜デウス・エクス・マキナ（機械仕掛けの神）編〜（10月10日 - 19日、新宿FACE） - ジョージ・ラローシュ 役 ※トリプルキャスト
- マジステLIVE2019「NEO★FES」（11月4日、日本青年館ホール） - 京条竜 役
- さらに『さらざんまい』〜愛と欲望のステージ〜（11月28日 - 12月1日、シアター1010 / 12月7日 - 8日、COOL JAPAN PARK OSAKA WWホール） - 久慈誓 役

2020年
- おとぎ裁判〜戦慄の誘拐パレード ビッグマウスにご用心♪〜（1月10日 - 19日、CBGKシブゲキ!!） - ルータス 役
- KING OF PRISM -Shiny Rose Stars- （2月20日 - 3月1日[1]、TOKYO DOME CITY HALL） - 太刀花ユキノジョウ 役
- ナイスコンプレックス プロデュース公演 第5弾『12人の怒れる男』（7月23日 - 27日、博品館劇場 / 8月13日 - 16日、ABCホール） - 陪審員4号 役
- ハイスクール!奇面組3〜危機一髪!修学旅行編〜 （11月18日 - 23日、草月ホール） - 似蛭田妖 役

2021年
- ナナマル サンバツ THE QUIZ STAGE O（オー） （1月6日 - 17日、博品館劇場） - 深見誠司 役
- 『あんさんぶるスターズ！エクストラ・ ステージ』〜Meteor Lights〜（4月10日 - 4月25日、天王洲 銀河劇場 / 4月29日 - 5月9日、AiiA 2.5 Theater Kobe※中止 / 5月13日 - 16日、品川プリンスホテル ステラボール） - 三毛縞斑 役
- CEDAR vol.7『群盗』（6月5日 - 13日、赤坂RED/THEATER） - ヘルマン 役
- 12人の怒れる男（7月30日 - 8月1日、大阪市立芸術創造館 / 8月12日 - 15日、赤坂RED/THEATER）[2]
- 朗読劇『M・A・D朗毒』（11月19日 - 28日、横浜赤レンガ倉庫1号館 3Fホール） - キョウジ / アンコ 役[3]

2022年
- 朝シェイクスピア〜30分でわかるマクベス（1月23日、Mixalive TOKYO Hall Mixa / Live Cafe Mixa） - ゲスト[4]
- リチャード三世（1月27日 - 31日、すみだパークシアター倉）[5]
- 舞台「Little Fandango」（6月10日 - 19日、EX THEATER ROPPONGI / 7月2日・3日、COOL JAPAN PARK OSAKA WWホール）[6]
- リチャード二世（8月11日 - 14日、ウエストエンドスタジオ）[7]
- Love Letter for You（11月18日、新宿村LIVE） - 高橋祥太 役[8][9]
- Action Stage『エリオスライジングヒーローズ』（12月8日 - 18日、シアター1010 / 12月23日 - 25日、ロームシアター京都 サウスホール） - ノヴァ・サマーフィールド 役[10]

2023年
- なめ猫 on STAGE（2月22日 - 3月1日、新宿FACE）[11]
- 舞台「ブルーロック」（5月4日 - 7日、サンケイホールブリーゼ / 5月11日 - 14日、サンシャイン劇場） - 絵心甚八 役[12]
- 劇団『ドラマティカ』ACT3／カラ降るワンダフル！（10月17日 - 22日、品川プリンスホテル ステラボール / 10月27日 - 11月5日、サンケイホールブリーゼ / 11月17日 - 19日、キャナルシティ劇場） - 三毛縞斑 役[13]
- Live-Musical-Stage『チャージマン研!』2023（2023年12月23日 - 31日、新宿FACE） - チャージマン研 / 泉研 役[14]

2024年
- 舞台「ブルーロック」2nd STAGE（1月18日 - 21日、京都劇場 / 1月25日 - 31日、ヒューリックホール東京） - 絵心甚八 役[15]
- ティーファクトリー公演「ヘルマン」（1月18日 - 28日、吉祥寺シアター）[16]
- Action Stage『エリオスライジングヒーローズ』（3月7日 - 16日、シアター1010 / 3月23日・24日、京都劇場） - ノヴァ・サマーフィールド 役[17]
- 劇団おぼんろ公演『聖ダジュメリ曲芸団』（5月30日 - 6月9日、Mixalive TOKYO Theater Mixa）[18]
- 舞台「ブルーロック」3rd STAGE（8月9日 - 12日、東大阪市文化創造館 Dream House 大ホール / 8月17日 - 25日、シアターH） - 絵心甚八 役[19]
- 劇団チャイ。番外公演「HIDEOUT」（11月14日 - 17日、Theater新宿スターフィールド）[20]

2025年
- Action Stage『エリオスライジングヒーローズ』-THE NORTH-（1月11日 - 19日、品川プリンスホテル ステラボール / 1月25日・26日、森ノ宮ピロティホール） - ノヴァ・サマーフィールド 役[21]
- トローチ 第7回公演『夜明けのジルバ〜漫画喫茶殺人事件〜』（2月23日 - 3月2日、赤坂RED/THEATER）[22]
- 舞台「ブルーロック」4th STAGE（5月15日 - 25日、THEATER MILANO-Za / 5月30日 - 6月1日、東大阪市文化創造館 Dream House 大ホール） - 絵心甚八 役[23]
- Action Stage『エリオスライジングヒーローズ』-SUMMER FESTIAL-（8月7日 - 17日〈予定〉、シアターH / 8月23日・24日〈予定〉、SkyシアターMBS） - ノヴァ・サマーフィールド 役[24]
- 劇団おぼんろ 第26回本公演『ラルスコット・ギグの動物園』（2025年9月15日[注 1]、Mixalive TOKYO Theater Mixa） - 日替わりゲスト[25]
- 舞台「ブルーロック -EPISODE 凪-」（11月20日 - 30日〈予定〉、東京ドームシティ シアターGロッソ） - 絵心甚八 役[26]

### ミュージカル
- ミュージカル「少女革命ウテナ 〜白き薔薇のつぼみ〜」（2018年） - 西園寺莢一 役[27]
- ミュージカル『ピオフィオーレの晩鐘』（2022年） - 楊 役[28]

### 映画
- 三大怪獣グルメ（2020年） - 新実善五郎 役[29]
- マリッジカウンセラー 結衣の決意（2021年、監督：前田直樹）

### テレビドラマ
- 孤独のグルメ Season1 第5話（2012年2月2日、テレビ東京） - イケメンのバイト 役
- 浅見光彦シリーズ はちまん（2013年1月11日、フジテレビ）
- ST 赤と白の捜査ファイル 第6話（2014年8月20日、日本テレビ） - 店員 役
- 警視庁捜査一課9係 season11 第9話（2016年6月1日、テレビ朝日） - 声優 役
- 山本周五郎人情時代劇 第6話『こんち午の日』（2016年12月15日、NHK）
- 突然ですが、明日結婚します 第1話（2017年1月3日、フジテレビ）
- グッドモーニング・コール our campus days 第1話（2017年9月22日、フジテレビ / 2018年4月18日FOD配信）
- 監察医 朝顔 第2シリーズ 新春SP （2021年1月11日、フジテレビ） - 小林周作 役
- 相棒 Season20（2022年） - 西條雅弘 役

### その他テレビ番組
- 空いた枠埋めます隊が行く（2014年6月7日、フジテレビ）
- たびメイト（2018年10月 - 12月、TOKYO MX）
- リアルシチュエーションバラエティ「人狼男子」（2019年10月 - 12月、TOKYO MX）

### 配信ドラマ
- オンラインシネマ「10年後の梨奈へ」（2020年5月22日、ABEMA）[30]
- 25歳イマドキ独身女がマッチングアプリをやってみた結果日記（2020年12月24日 - 31日、Paravi） - 投資家くん 役

### イベント
2017年
- 舞台「KING OF PRISM-Over the Sunshine!-」キャストと一緒に応援上映を観よう上映会（9月20日）
- 劇団シャイニング from うたの☆プリンスさまっ♪『天下無敵の忍び道』in シネマ（10月27日）
- 舞台「劇団シャイニング from うたの☆プリンスさまっ♪」『天下無敵の忍び道』DVD＆Blu-ray発売記念イベント（12月2日）
- STAGE FES 2017-2018（12月31日 - 2018年1月1日）

2018年
- 舞台「四月は君の嘘」DVD&Blu-ray発売記念トーク＆ハイタッチ会（1月20日・21日・2月20日）
- AnimeJapan 2018 - 舞台「KING OF PRISM -Over the Sunshine!-」トークショー（3月25日）
- 舞台「KING OF PRISM －Over the Sunshine!－」DVD&Blu-ray発売記念イベント（3月25日）
- 「KING OF PRISM-Over the Sunshine!-」踊り煌めく、春のKOROMOMATSURI開催記念 舞台挨拶付フルフル応援上映会（3月25日）
- キャストサイズ スペシャルトークライブ 第一部・第二部（10月20日）
- STAGE FES 2018-2019 （12月31日 - 2019年1月1日）

2019年
- キャストサイズ スペシャルトークライブ 第一部（1月26日）
- 横井翔二郎第一回ファンミーティング「翔」（1月27日）
- 「劇団シャイニング from うたの☆プリンスさまっ♪『SHINING REVUE』」Blu-ray&DVD発売記念イベント - 第一回（2月26日）
- DVD「たびメイト 1巻」発売記念イベント（3月6日）
- 舞台「劇団シャイニング from うたの☆プリンスさまっ♪『ポラリス』Blu-ray&DVD発売記念イベント（5月25日）
- 『ハンサム落語』2ndシーズン公演記念イベント（7月6日）
- 舞台「俺たちマジ校デストロイ CD&DVD&Blu-rayリリースイベント（8月25日）
- KING OF PRISM-Rose Party on STAGE 2019-（10月12日）
- おとぎ裁判 第2審公演記念イベント（12月2日）
- キャストサイズトークライブ12.15冬の陣（12月15日）
- STAGE FES 2019-2020 （12月31日 - 2020年1月1日）

2020年
- おとぎ裁判 第2審 公演直前イベント（1月7日）

2023年
- 『あんさんぶるスターズ！THE STAGE』-Party Live-（3月25日・26日、ぴあアリーナMM） - 三毛縞斑 役[31]

## ディスコグラフィ

### キャラクターソング
| 発売日        | 商品名                                                   | 歌 | 楽曲                                                          | 備考                                             |
| ------------- | -------------------------------------------------------- | --- | ------------------------------------------------------------- | ------------------------------------------------ |
| 2018年3月23日 | 舞台 KING OF PRISM -Over the Sunshine!- Prism Song Album | ALL CAST | 「BOY MEETS GIRL」 「Shiny Heart Beat」                       | 舞台『KING OF PRISM -Over the Sunshine!-』劇中歌 |
| 2018年3月23日 | 舞台 KING OF PRISM -Over the Sunshine!- Prism Song Album | エーデルローズ生 | 「エーデルローズのお風呂」                                    | 舞台『KING OF PRISM -Over the Sunshine!-』劇中歌 |
| 2020年6月26日 | 舞台 KING OF PRISM -Shiny Rose Stars- Prism Song Album   | 一条シン（橋本祥平）、太刀花ユキノジョウ（横井翔二郎）、香賀美タイガ（長江崚行）、十王院カケル（村上喜紀）、鷹梁ミナト（五十嵐雅）、西園寺レオ（星元裕月）、涼野ユウ（廣野凌大） | 「Viva EdelRose Spa!」 「ナナイロノチカイ! -Brilliant oath-」 | 舞台『KING OF PRISM -Shiny Rose Stars-』劇中歌   |
| 2020年6月26日 | 舞台 KING OF PRISM -Shiny Rose Stars- Prism Song Album   | 太刀花ユキノジョウ（横井翔二郎）、西園寺レオ（星元裕月） | 「輝夜凛々」                                                  | 舞台『KING OF PRISM -Shiny Rose Stars-』劇中歌   |
| 2020年6月26日 | 舞台 KING OF PRISM -Shiny Rose Stars- Prism Song Album   | 太刀花ユキノジョウ（横井翔二郎） | 「百花繚乱」                                                  | 舞台『KING OF PRISM -Shiny Rose Stars-』劇中歌   |
| 2020年6月26日 | 舞台 KING OF PRISM -Shiny Rose Stars- Prism Song Album   | ALL CAST | 「Shiny Heart Beat -2020 ver.-」                              | 舞台『KING OF PRISM -Shiny Rose Stars-』劇中歌   |

### ユニットメンバー
1. ↑  一条シン（橋本祥平）、神浜コウジ（小南光司）、速水ヒロ（杉江大志）、仁科カヅキ（大見拓土）、太刀花ユキノジョウ（横井翔二郎）、香賀美タイガ（長江崚行）、十王院カケル（村上喜紀）、鷹梁ミナト（五十嵐雅）、西園寺レオ（星元裕月）、涼野ユウ（廣野凌大）、如月ルヰ（内藤大希）、大和アレクサンダー（spi）、高田馬場ジョージ（古谷大和）、氷室聖（栗田学武）、法月仁（前内孝文）
2. ↑  一条シン（橋本祥平）、神浜コウジ（小南光司）、速水ヒロ（杉江大志）、仁科カヅキ（大見拓土）、太刀花ユキノジョウ（横井翔二郎）、香賀美タイガ（長江崚行）、十王院カケル（村上喜紀）、鷹梁ミナト（五十嵐雅）、西園寺レオ（星元裕月）、涼野ユウ（廣野凌大）
3. ↑  一条シン（橋本祥平）、神浜コウジ（小南光司）、速水ヒロ（杉江大志）、仁科カヅキ（大見拓土）、太刀花ユキノジョウ（横井翔二郎）、香賀美タイガ（長江崚行）、十王院カケル（村上喜紀）、鷹梁ミナト（五十嵐雅）、西園寺レオ（星元裕月）、涼野ユウ（廣野凌大）、大和アレクサンダー（spi）、高田馬場ジョージ（古谷大和）、如月ルヰ（横田龍儀）、池袋エィス（小林竜之）、氷室聖（栗田学武）、法月仁（前内孝文）、黒川冷（及川洸）、田中会長（佐久間祐人）